# Emil Axman
Emil Axman (Rataje (Kromériz, Moràvia), 3 de juny de 1887 - Praga, 25 de gener de 1949) fou un compositor txec.
Deixeble de Vítězslav Novák en la composició i alumne distingit de la Universitat de Praga, en la Facultat de Filosofia, ocupà en el seu país una sòlida posició com a crític musical i compositor nacionalista. En aquest aspecte són dignes de notar llurs grans composicions corals, algunes d'elles amb acompanyament d'orquestra; els poemes simfònics Smutky a nadeje (Penes i esperances) i Jasno (Serenitat); dues sonates per a piano, Appasionata i Ad Memoriam, i una sonata per a violí i piano.
Com a músic publicà alguns llibres d'història i crítica, entre ells la sèrie d'assaigs Moravské opery v XVIII. Stol (L'òpera morava en el segle xviii), Jos LL. Zvonaj, i un llibre envers la influència de Moràvia en la música txeca durant el segle xix.